# 로열 챌린저스 방갈로르
로열 챌린저스 방갈로르(Royal Challengers Bangalore, RCB)는 2008년 창단한 인도의 프로 크리켓팀이다. 카르나타카 주 방갈로르시를 연고로 하고 있으며 현재 인디언 프리미어리그에 참가하고 있다.

## 성적
|      | 경기 | 승 | 패 | 취소 | 승률  | 순위 |
| ---- | ---- | -- | -- | ---- | ----- | ---- |
| 2008 | 14   | 4  | 10 | 0    | 0.286 | 7    |
| 2009 | 14   | 8  | 6  | 0    | 0.571 | 2    |
| 2010 | 14   | 7  | 7  | 0    | 0.500 | 3    |
| 통산 | 42   | 19 | 23 | 0    | 0.452 |      |